# Gamasomorpha clypeolaria
Gamasomorpha clypeolaria là một loài nhện trong họ Oonopidae.
Loài này thuộc chi Gamasomorpha. Gamasomorpha clypeolaria được Eugène Simon miêu tả năm 1907.